# Predil-hágó
A Predil-hágó (olaszul: Passo del Predil, szlovénül: Predel, németül: Predilpass egy 1156 m magas, közúti hegyi hágó a Júliai-Alpokban, az olaszországi Kanal-völgy (Val Canale) és a szlovéniai Trenta-völgy között, nagy forgalmú turista-útvpnal. Közúti határátkelőhely az olaszországi Tarvisio és Cave del Predil települések (Udine megye, Friuli-Venezia Giulia régió) és a szlovéniai Bovec (németül: Flitsch, Goriška régió) között, a Mangart-csúcs alatt. Vízválasztót képez a Kanal-völgyben folyó Fella-patak és az Isonzó (szlovénül: Soča) folyó vízgyűjtői között.

## Fekvése, közlekedése
A hágó felé vezető olasz SS54-es számú állami főút út északról, az osztrák-olasz Tarvisio határvárostól indul déli irányban. Az SS54-es út itt, a Fella völgyében ágazik ki az olasz SS13 főútból, amely az olasz A23-as autópályáról (Autostrada Alpe-Adria) ill. az osztrák A2-es autópályáról (Südautobahn) vezet ide). Tarvisiótól a hágótetőig az út hossza kb. 17 km.
Északról indulva az SS54-es út első szakasza a Kanal-völgyben (olaszul: Val Canale, németül: Kanaltal) indul felfelé (délnek). Tarvisiótól kb. 9 km-re délre az SS54-es útból nyugat felé kiágazik az SP76-os tartományi főútvonal, mely a Júliai-Alpokban fekvő Nevea-hágóra (Sella Nevea) visz, a Gailitz (olaszul Slizza, szlovénül Ziljica) hegyipatak völgyében, melyet Seebach-völgynek (Val del Rio del Lago) is neveznek. Az említett elágazástól az SS54-es út a Predil-hágóra közvetlenül felvezető szerpentinútban folytatódik, mely a Predil-tó (olaszul: Lago del Predil, németül: Raibler See) mellett vezet el. A hágó egyben államhatár Olaszország (Friuli-Venezia Giulia régió) és Szlovénia között. A hágótetőn láthatók a régi határállomások. Mivel Szlovénia jelenleg (2015-ben) a schengeni egyezmény tagja, a határállomások nyitva állnak, ellenőrző személyzet nélkül.
A hágótető közelében a napóleoni háborúkból és az első világháborúból fennmaradt osztrák határerődítmények romjai, valamint a harcok emlékművei, emléktáblái láthatók. A szlovén oldalon az út számozása 203-asra változik, és meredeken ereszkedik alá az Isonzó völgyébe. A hágótól kb. 1 km-re keletre a 203-as útból bal felé (északkeletnek) kiágazik a 903-as Mangart-út (németül: Mangartstraße, szlovénül: Mangartska cesta). Ez 12 km hosszú, díjköteles alpesi szerpentinút Szlovénia legmagasabban futó közútja, egy 2055 m magas kilátó-fennsíkra érkezik, innen kitűnő kilátás nyílik a 2677 m magas Mangart-csúcsra és a környező hegyvidékre. Az út innen lefelé vezet Bovecbe.
Az út közelében több régi osztrák–magyar hegyi erődítmény található. A nyugati oldalon, a Predil-tó (Raibler See) partján épült a többféle néven ismert Paßsperre Predil / Batterie Predilsattel und Raibl ütegállás vagy Seewerk Raibl, Werk Raiblsee vagy Seebachtalsperre bei Raibl záróerőd (helyreállítva megtekinthető). A keleti oldalon a hágótető közvetlen közelében áll a Predil-hágói ütegállás (Batterie Predilsattel), a völgyben, az út keleti végénél, Bovec határában a szintén helyreállított, múzeumként látogatható Flitscher Klause záróerőd, mai szlovén nevén Bovške Kluže, és vele szemben, egy magas sziklateraszon a Fort Hermann záróerőd romjai.

## Történelme
A Predil- (Predel-) hágó neve a szláv „pregyelj” (határ, hágó, vízválasztó) szóból ered. A szó összes változata (Pridou, Predol stb.) önmagában is „hágót” jelent, a nem-szláv nyelveken hozzáadott Paß, Passo stb. toldalék csupán kettőzés.
1319-ben Cividale város polgárai hűbéruruktól, a Bambergi Hercegpüspökségtől kértek engedélyt, hogy utat építhessenek a Predil-hágón keresztül. Bamberg püspökének számos birtoka és kereskedelmi érdekeltsége feküdt a hágó mindkét oldalán, ezért támogatta a „projektet”. A város saját költségén építette az utat, melyet már 1326-ban (díjfizetés ellenében) használhattak a málhás szállítók. Az út 1404-ben készült el, 1490-ig hidakat is építettek hozzá, levágva a régi út egyes kanyarulatait. Szekérútként használhatták. Az itáliai háborúk idején jelentősége megnőtt, 1536-ban nagyobb felújítási munkákat végeztek rajta.
Cividale (Friuli tartománnyal együtt) a 16. században Velence fennhatósága alá került. A Szenátus korlátozó rendelete miatt a Predil-hágó forgalma visszaesett. A szankciókat csak 1637-ben vonták vissza, de Velence gazdasági hatalma és kereskedelmi jelentősége ekkor már lehanyatlott, a szomszédos Habsburg Birodalom pedig addigra már más kereskedelmi útvonalakat épített ki az Alpokon keresztül. Ennek ellenére 1678-ban és 1680–84 is folytak átépítési munkák a hágó útján, a hágótetőn és az északi rámpa több pontján korszerűsítették a nyomvonalvezetést is.
A koalíciós háborúk idején, 1797-ben, majd 1809-ben Napoléon Bonaparte tábornok hadai Itáliából a hágón keresztül nyomultak be Ausztriába, az Isonzó völgyén át. Az 1797-es Campo Formió-i békeszerződésben Friuli Velencétől Ausztriához került. 1809-ben a franciák ismét áttörtek a Predil-hágó erődítményein, és sikerrel megostromolták a Bovec (németül: Flitsch) határában álló Flitscher Klause záróerőd elődjét is. 1809. május 18-án a Predil-hágó csatájában az osztrák helyőrség a végsőkig ellenállt, elesett maga a parancsnok, Johann Hermann von Hermannsdorf utászkapitány is. A hősi halottak emlékére I. Ferdinánd császár bronz oroszlánszobrot formázó emlékművet állíttatott.

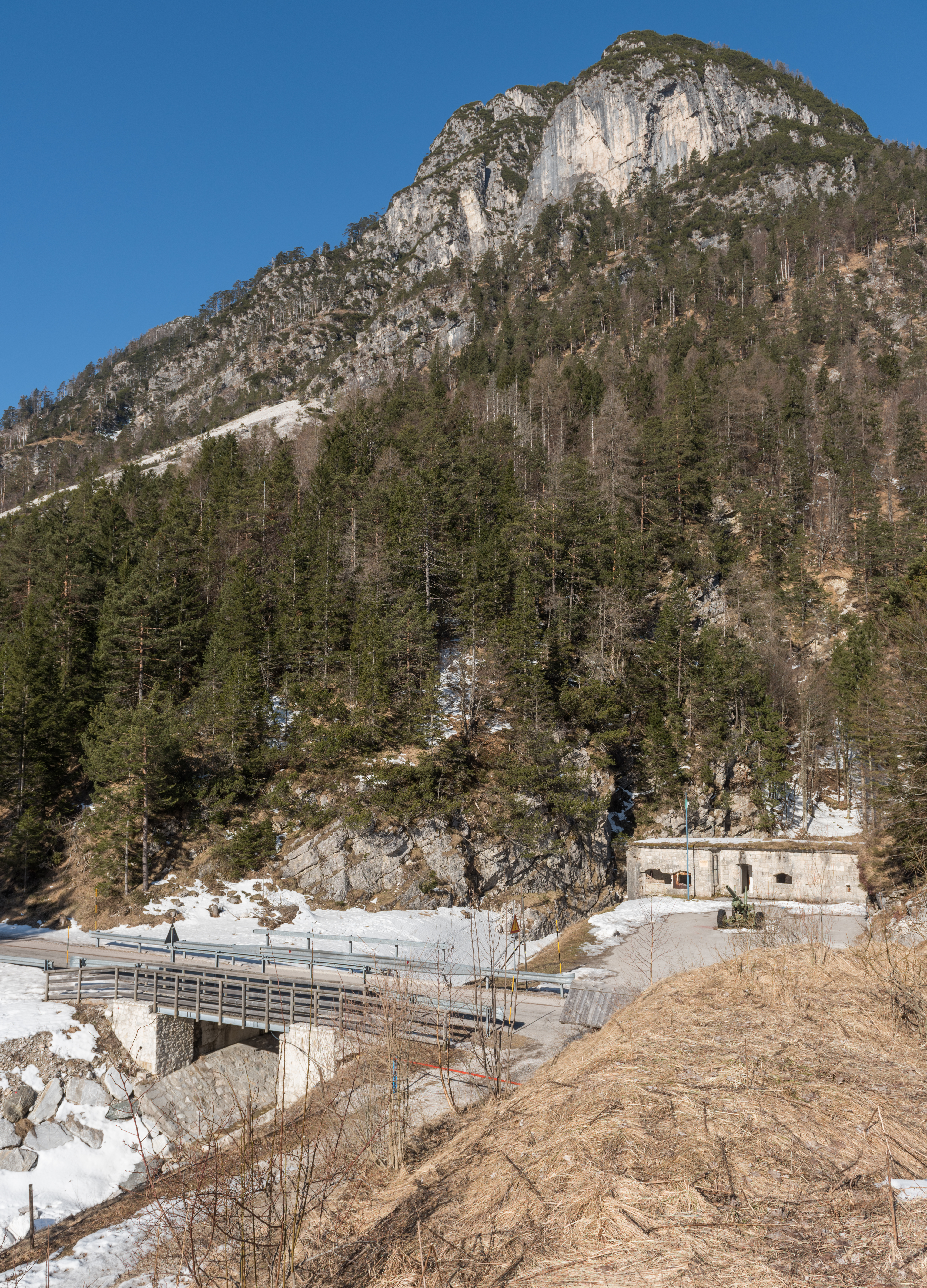
A Predil-tavi záróerőd, világháborús tarackágyú
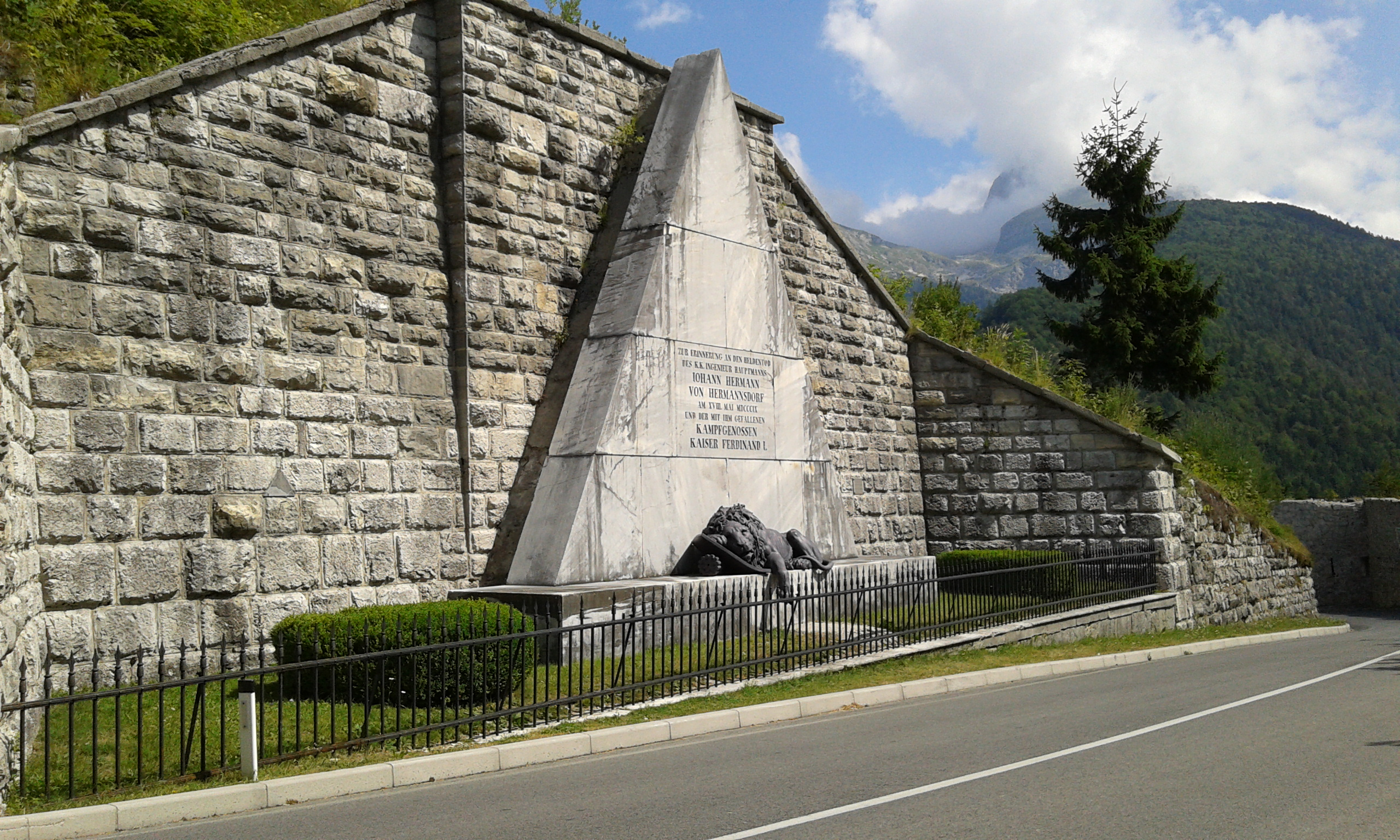
Az osztrák cs.-kir. utászok emlékműve a hágóban (1812)
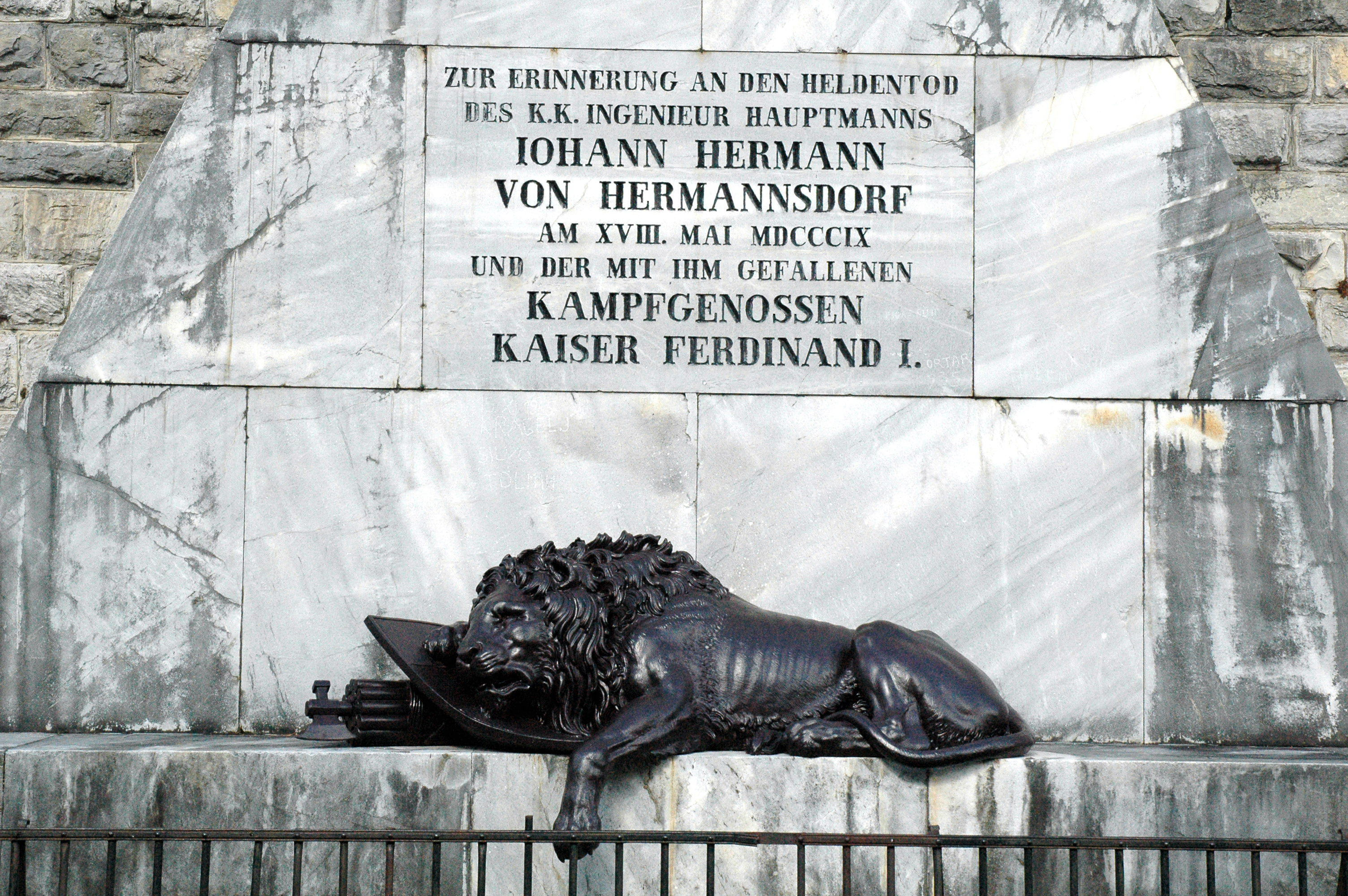
Az osztrák cs.-kir. utászok emlékműve a hágóban (1812)
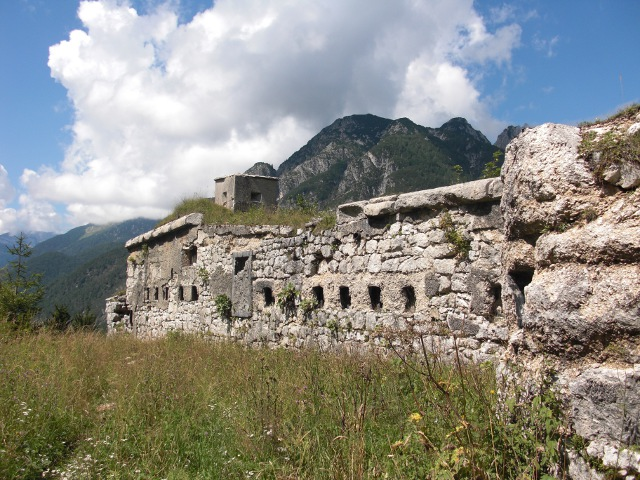
Keletnek néző tüzérségi ütegállás a hágóban
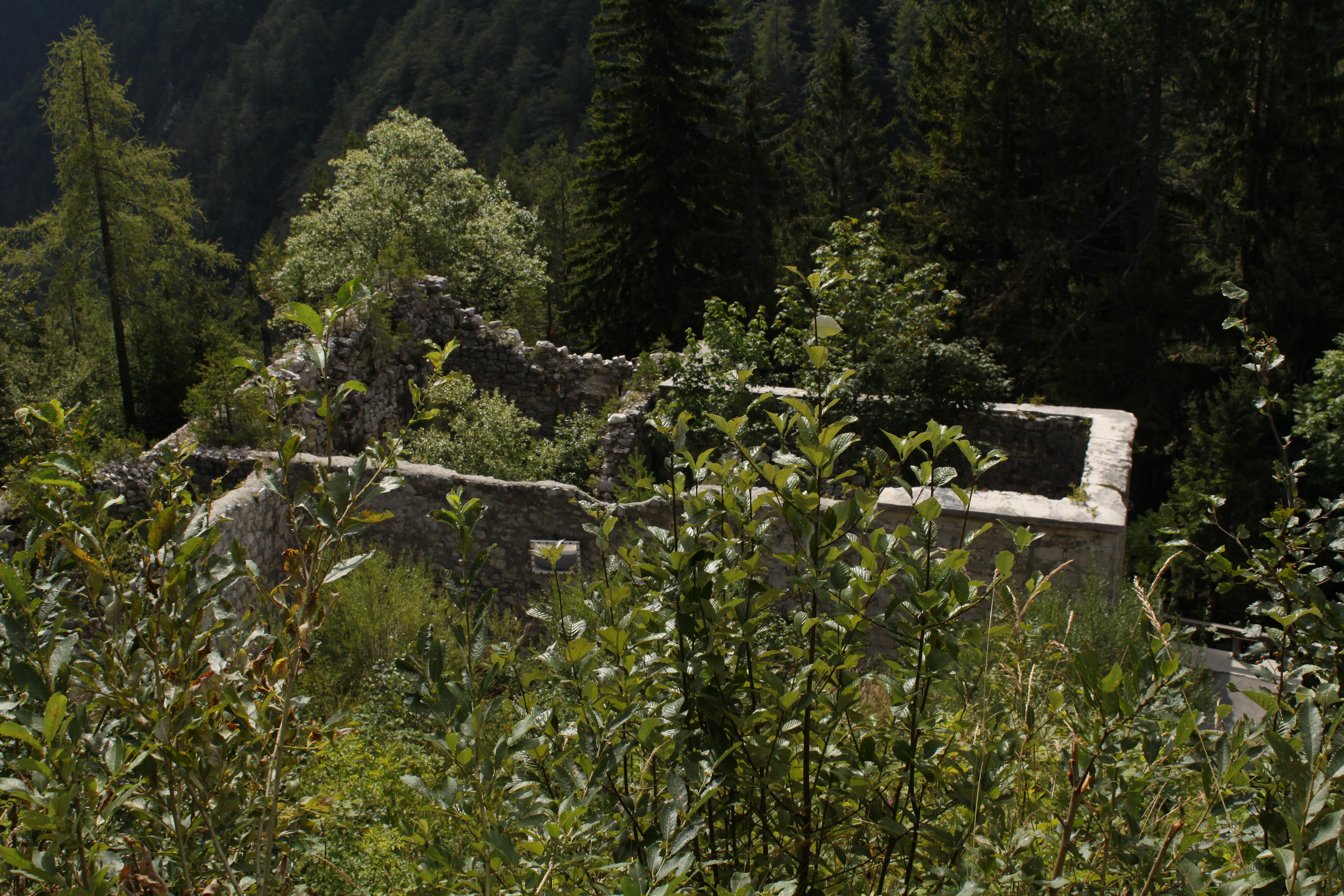
Védművek romjai, a hágó alatti lejtőn

Miután az Osztrák Császárság az 1866-os porosz–osztrák–olasz háborúban elvesztette Friuli tartományt is, a Júliai-Alpok olasz-osztrák államhatárrá vált. Olaszország további terjeszkedésére számítva az Osztrák–Magyar Monarchia a 19. század végén, a 20. század elején számos erődítményt épített a Júliai-Alpokban. Az első világháborúban, 1915–17 között a hágó az Isonzó-front részévé vált, a környék polgári lakosságát elköltöztették, a Friuli felől operáló olasz tüzérség lerombolta az Isonzó-völgy településeit, köztük Flitschet (ma: Bovec). A jól védett helyen álló Flitscher Klause erődben osztrák–magyar parancsnoki harcálláspont működött, vele szemben, az exponált helyen álló Hermann-erődöt az olasz tüzérség lerombolta, ma csak maradványai láthatók. A harctevékenység 1917. október végéig, a sikeres caporettói áttörésig folyt, ezután a front délkeletebbre helyeződött át. Az első világháború után az Isonzó-völgy (Boveccel együtt) az Olasz Királysághoz került. A második világháborúban, Olaszország kapitulációja után német csapatok szállták meg. 1945 után az Isonzó-völgyet Jugoszlávia szerezte meg.

## A „Ferenc József” bányavágat

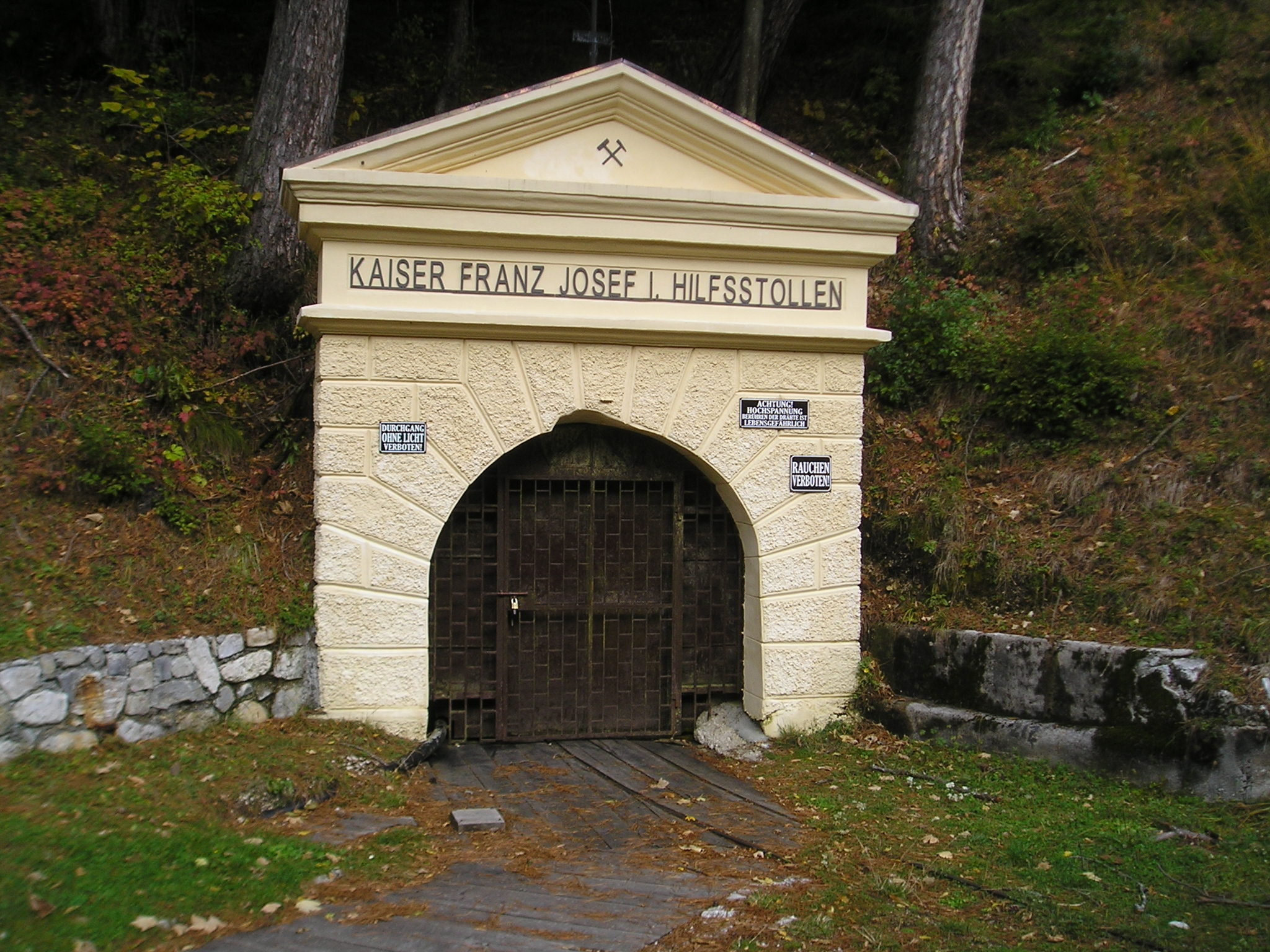
A régi bányavágat bejárata

A Predil-hágó alatt egy 5 km hosszú, egyenes bányavágat húzódik, a „Kaiser Franz Josef I. Hilfsstollen” (Ferenc József császár-vágat, olaszul: Galleria di Bretto, szlovénül: Štoln). A napóleoni háborúk után, a Lombard–Velencei Királyság idején épült. A nyugati oldalon, Raibl községben (ma Cave del Predil) szénbánya működött. A keleti oldalról, Gorni Log községből munkába járó bányászoknak építették a folyosót, hogy ne kelljen átmászniuk a hegyen. Az első világháborúban a bányavágat az isonzói front harcállásainak ellátására szolgált.